# King Booker's Court
King Booker's Court fue una lucha libre profesional stable en  World Wrestling Entertainment (WWE) en su marca SmackDown!. Se formó poco después de que Booker T (que se conocería como King Booker) ganó el  King of the Ring torneo a mediados de 2006. King Booker doblaría a su esposa  Queen Sharmell y se unió a WWE Superestrellas del Reino Unido: William Regal de Inglaterra (renombrado Sir William Regal) y Finlay, de Irlanda del Norte, cambiaron el nombre de Sir Finlay, En noviembre, el tribunal se disolvió, sin embargo, con otra devolución en diciembre sin Regal.

## Historia
Antes de que Booker T se convirtiera en "King Booker", a menudo solicitaba la ayuda de Finlay para hacer su trabajo sucio por él.
El King's Court fue fundado extraoficialmente el 26 de mayo de 2006 en el episodio de SmackDown!, Cuando King Booker celebró su Coronation Ceremony, celebrando su victoria final en el torneo King of the Ring en   Judgment Day  sobre Bobby Lashley. La ceremonia fue dirigida por Sir William Regal, interpretando el papel de un pregonero de la ciudad y gritando repetidamente "¡Todos salven al King Booker!" como Booker caminó hacia el ring. Sharmell fue ungido por King Booker como su Queen, y Finlay / Sir Finlay se unieron al grupo para ayudar a Booker a seguir peleándose con Lashley.
King Booker pronto terminaría su pelea con Lashley después de perder contra él en un steel cage para el WWE United States Championship de Lashley. Luego se convirtió en el contendiente número uno para  Rey Mysterio World Heavyweight Championship después de ganar un Battle royal. Finlay derrotaría a Lashley durante este tiempo para llevarse el Campeonato de Estados Unidos de Lashley.
En The Great American Bash pay-per-view, King Booker se convirtió en el campeón Mundial de los pesos pesados, derrotando a Rey Mysterio con la ayuda del talón turn de  Chavo Guerrero. El Great American Bash también vio a Finlay enfrentarse a Regal en un combate uno a uno para el Campeonato de Estados Unidos y Sir Finlay saliendo victorioso con la ayuda del  Little Bastard. Estos eventos se repitieron a través de revanchas en el episodio del 28 de julio de "SmackDown!", Al principio haciendo que no quedara claro si Sir Regal o Finlay habían cambiado de parecer, o si incluso permanecerían en el Tribunal del Rey. En  Summerslam, King Booker perdería ante  Batista por descalificación, conservando así el título y Finlay y William Regal, junto con Mr. Kennedy (que derrotó a Finlay por el título de EE. UU.), Spirit Squad y The Big Show atacaron D-Generation X durante su la lucha contra Vince McMahon y Shane McMahon.
En el episodio del 25 de agosto de  SmackDown! , Los dos miembros fueron "caballerosos" juntos, por lo que los nombraron como "Sir" William Regal y "Sir" Finlay, así como para señalar la fundación oficial de la Corte del Rey, antes formando equipo con su Rey en un 3-on-2 handicap match contra Lashley y Batista más tarde esa noche, que perdieron.
Booker derrotaría más tarde a Batista gracias a la inferencia de Sir Finlay, quien continuaría atacándolo y sangriento después, encendiendo una disputa entre los dos. Los problemas de la corte con el campesino Bobby Lashley continuaron cuando estaba listo para enfrentarse a Booker en  No Mercy, sin embargo, el Gerente general de SmackDown Theodore Long anunció que el partido sería un fatal four-way match que también involucró a Finlay y Batista.
En la edición del 6 de octubre de  SmackDown! , Booker y Lashley fueron capaces de elegir al oponente del otro para esa noche. Booker tuvo que luchar contra Finlay, por lo que le pidió a Finlay que fuera un buen caballero y se acostó, pero Finlay dijo que nunca se relaciona con nadie. Pasaron a tener la lucha, en el que Finlay recogió la victoria. Después, interfirieron en el combate Lashley vs. Batista, (Batista era el "poison" que eligió el King Booker). Después de esto, Theodore Long anunció el mencionado cuatro vías en No Mercy, y luego reservó a Batista y Lashley contra Finlay y King Booker. Finlay y King Booker, sin embargo, no se llevaban bien.
En No Mercy, el King Booker retuvo su título en el fatal-four-way match bandas cuando inmovilizó a Finlay después de una Batista Bomb de Batista. Antes del partido, después de fallar en su tarea de conseguir que Finlay fuera aliado de Booker, King Booker lo llamó patético y lo abofeteó. Regal no podía tener más, así que golpeó a Booker y se alejó.
Después de este 'incidente', la corte se disolvió con Regal dejando caer la parte 'Sir' de su nombre y entrando en la división de tag team division with partner Dave Taylor y Finlay tomando Booker y Batista en singles matches (con Booker perdiendo el título mundial en el proceso a Batista en Survivor Series. 
La corte regresó en la edición del 8 de diciembre de  SmackDown!  (Sin Regal) cuando atacaron a Batista en su combate con Finlay con una silla y un shillelagh, lo que condujo a un combate por equipos en  Armageddon con Batista eligiendo un compañero misterioso que resultó ser WWE Championship John Cena. Batista y Cena ganarían la lucha. Finlay y Booker se reunirían en varios tag team matches en  SmackDown!  Como aliados temporales desde entonces.
El episodio del 6 de abril de  SmackDown!  Parecía ser el final de la cancha. King Booker intentó vengarse de Matt Hardy por tratar de preparar a Sharmell para un giro del destino en el partido  Money in the Bank en WrestleMania 23. Sin embargo, perdió la lucha contra Hardy, y Sharmell lo reprendió, lo declaró una decepción y lo abofeteó. Booker intentó impresionarla atacando The Undertaker, pero consiguió un Tombstone Piledriver en la mesa de anunciar. Se anunció en el oficial de WWE que sufrió un esguince y contusión del cuello y también sería tratado por sus lesiones anteriores de dolor crónico de rodilla, donde tiene una rotura de menisco y una distensión crónica del codo y que estaría fuera por varios meses. La corte se disolvería por última vez. Durante el Draft, King Booker (junto con Queen Sharmell) hizo su regreso a   Raw  y William Regal también regresó a Raw en un borrador del suplemento de  SmackDown!, convirtiéndose en la Raw General Manager. El 16 de octubre de 2007, se anunció oficialmente en el sitio web oficial de la WWE que King Booker y Queen Sharmell serían liberados de sus contratos a partir del 27 de octubre de 2007, destruyendo por completo cualquier posibilidad de reunión. Sin embargo, Booker T regresó a la WWE sin Sharmell en enero de 2011 como entrenador de   Tough Enough  y comentarista de SmackDown desde entonces.

## Miembros
- King Booker (26 de mayo de 2006 - 6 de abril de 2007)
- Queen Sharmell (26 de mayo de 2006 - 6 de abril de 2007)
- Sir William Regal (26 de mayo de 2006 - 8 de octubre de 2006)
- Sir Finlay (25 de agosto de 2006 - 6 de octubre de 2006)
- Little Bastard (25 de agosto de 2006 - 6 de octubre de 2006)

## Campeonatos y logros
- World Wrestling Entertainment
  - World Heavyweight Championship (1 vez)[1] – King Booker
  - WWE United States Championship (1 vez)[2] – Finlay
  - King of the Ring (2006)[3] – King Booker